# Mihăileni, Harghita
Mihăileni là một xã thuộc hạt Harghita, România. Dân số thời điểm năm 2002 là 2643 người.